# Црква Цорцор
Црква Цорцор или Дзордзор (перс. کلیسای زور زور ) или Црква Богородице цорцорске („кањонске”; јерм. Ծոր Ծորի Սուրբ Աստվածածնի մատուռ ) налази се у близини села Барун у општини Маку у округу Западни Азербејџан у Ирану. Једини је преживјели дио манастира напуштеног почетком седамнаестог вијека, када је шах Абас I одлучио локалне Јермене да пресели у унутрашњост земље.
Налази се на листи свјетске баштине Унеска од 6. јула 2008. године, заједно с манастирима Светог Тадеја и Светог Стефана, с којима чини Јерменски манастирски комплекс у Ирану.

## Историја
Процјењује се да је грађена између 1315. и 1342. године. За градњу је заслужан монахманастира Светог Тадеја по имену Захарије, који је био из локалне властелинске породице.

## Архитектура
У облику је крста, дужине 7,20 метара, ширине 5,10 метара, а висине 12,58 метара. Као и већина јерменских цркава тог доба, изграђена је од блокова тесаног камена различитих величина и споља је украшена оскудно.

## Измјештај
У договору с Јерменском апостолском црквом, измјештена је 1987-1988. године након одлуке да се изгради брана на ријеци Зангмар. Растављена је уз помоћ стручњака из Јерменије, при чему је сваком камену и цигли додијељен број, а затим поново састављена у периоду од 25 дана на оближњој локацији удаљеној 600 метара и 110 метара вишој од првобитне локације.